# 이종환 (1960년)
이종환(李種煥, 1960년 6월 20일~)은 대한민국의 정치인이다. 제6·9대 부산광역시의원이다.

## 학력
- 동명대학 경영정보학과 졸업
- 동아대학교 사회복지대학원 보건복지상담학과 졸업(사회복지학 석사)

## 경력
- (주)제원산업 대표이사
- 강서구생활체육회 회장
- 2010년 7월 1일~2014년 6월 30일: 제6대 부산광역시의회 의원
- 2022년 7월 1일~: 제9대 부산광역시의회 의원
  - 2024년 7월~: 제9대 부산광역시의회 후반기 부의장

## 역대 선거 결과
|  | 42.54% |

|  | 31.48% |

|  | 58.17% |